# Tüskés bíbic
A  tüskés bíbic (Vanellus spinosus) a madarak osztályának lilealakúak (Charadriiformes) rendjébe, ezen belül a lilefélék (Charadriidae) családjába tartozó faj.

## Rendszerezése
A fajt Carl von Linné svéd természettudós írta le 1758-ban, a Charadrius nembe Charadrius spinosus néven. Sorolták a Hoplopterus nembe Hoplopterus  spinosus néven is. Sorolják a Belonopterus nembe Belonopterus chilensis néven is.

## Előfordulása
Európa mediterrán vidékén, Szíriában, Izraelben, Jordániában, Irakban és Észak-Afrikában honos. Természetes élőhelyei a füves puszták, víz közelében, tengerpartok, sós és édesvizű mocsarak, tavak, folyók és patakok környéke. Vonuló faj.

### Kárpát-medencei előfordulása
Magyarországon rendkívül ritka vendég, egyetlen alkalommal figyelték meg, 1993-ban a Csaj-tavon.

## Megjelenése
Testhossza 28 centiméter, szárnyfesztávolsága 69–81 centiméteres, testtömege pedig 130–180 gramm. Igen feltűnő, fekete-fehér és barna alapszínű madár.
|  |  |

## Életmódja
Rovarokkal és más ízeltlábúakkal táplálkozik, de apró gerinceseket, magvakat és zsenge hajtásokat is fogyaszt.

## Szaporodása
Vizes területek közelében a talajra, egy mélyedésbe készíti fészkét. Fészekalja általában négy tojásból áll, melyen 22-24 napig kotlik. A fiókák 40-45 nap múlva lesznek önállóak.
|  |  |

## Természetvédelmi helyzete
Az elterjedési területe rendkívül nagy, egyedszáma pedig növekszik. A Természetvédelmi Világszövetség Vörös listáján nem fenyegetett fajként szerepel. Magyarországon védett, természetvédelmi értéke 25 000 forint.